# Hypnum skottsbergii
Hypnum skottsbergii är en bladmossart som beskrevs av Ando in Ando och Celina Maria Matteri 1982. Hypnum skottsbergii ingår i släktet flätmossor, och familjen Hypnaceae. Inga underarter finns listade i Catalogue of Life.